# Marc Leuenberger (hockey sur glace, 1962)
Pour les articles homonymes, voir Marc Leuenberger.
Marc Leuenberger né le 24 juillet 1962 à Saint-Imier, est un joueur et entraineur professionnel suisse de hockey sur glace.
Il a également été président du HC Saint-Imier.

## Carrière de joueur
- 1983-1991 HC Bienne (LNA)
- 1991-1995 Fribourg-Gottéron (LNA)

## Carriere d'entraîneur
- HC Bienne (Junior Elite et LNB)
- HC Ajoie (LNB)

## Carrière internationale
Il représente la Suisse lors des Jeux olympiques d'hiver de 1988 et des Championnats du monde B en 1989 et 1990.

## Palmarès
Membre de l'équipe d'étoiles de la LNA 1989-90, il est vice-champion suisse de LNA en 1992, 1993 et 1994 avec Fribourg-Gottéron.

## Référence
- Fiche de carrière sur www.eurohockey.com